# Джеспер (округ, Індіана)
Шаблон:StateAbbr_ 41°02′ пн. ш. 87°07′ зх. д. / 41.03° пн. ш. 87.12° зх. д.
Округ Джеспер (англ. Jasper County) — округ (графство) у штаті Індіана, США. Ідентифікатор округу 18073.

## Історія
Округ утворений 1835 року.

## Демографія
За даними перепису
2000 року
загальне населення округу становило 30043 осіб, зокрема міського населення було 11599, а сільського — 18444.
Серед мешканців округу чоловіків було 14888, а жінок — 15155. В окрузі було 10686 домогосподарств, 8213 родин, які мешкали в 11236 будинках.
Середній розмір родини становив 3,13.
Віковий розподіл населення поданий у таблиці:
| Стать    | До 15 років | 15-21 | 22-29 | 30-39 | 40-49 | 50-65 | 65-85 | Понад 85 |
| -------- | ----------- | ----- | ----- | ----- | ----- | ----- | ----- | -------- |
| Чоловіки | 3470        | 1808  | 1472  | 2084  | 2225  | 2289  | 1410  | 130      |
| Жінки    | 3275        | 1666  | 1384  | 2110  | 2174  | 2349  | 1851  | 346      |

## Суміжні округи
- Портер — північ
- Лапорт — північний схід
- Старк — північний схід
- Пуласкі — схід
- Вайт — південний схід
- Бентон — південь
- Ньютон — захід
- Лейк — північний захід

## Виноски
1. ↑  US Decennial Census. US Census Bureau. Архів оригіналу за 26 квітня 2015. Процитовано 10 липня 2014.
2. ↑  Historical Census Browser. University of Virginia Library. Архів оригіналу за 11 серпня 2012. Процитовано 10 липня 2014.
3. ↑  Population of Counties by Decennial Census: 1900 to 1990. US Census Bureau. Архів оригіналу за 4 жовтня 2014. Процитовано 10 липня 2014.
4. ↑  Census 2000 PHC-T-4. Ranking Tables for Counties: 1990 and 2000 (PDF). US Census Bureau. Архів оригіналу (PDF) за 18 грудня 2014. Процитовано 10 липня 2014.
5. ↑  Jasper County QuickFacts. US Census Bureau. Архів оригіналу за 7 червня 2011. Процитовано 25 вересня 2011.(англ.) Наведено за англійською вікіпедією.
6. ↑  American FactFinder. Бюро перепису населення США. Архів оригіналу за 21 травня 2008. Процитовано 31 січня 2008.

| США | Це незавершена стаття з географії США. Ви можете допомогти проєкту, виправивши або дописавши її. |